# Tridèntum
Tridèntum, actual Trento, era la capital del poble dels tridentins al sud de Rètia. Era a la riba oriental de l'Athesis, vora la via que portava de Verona a Veldidena, segons diuen Plini el Vell i l'historiador Justí.
Es deia que el nom de la ciutat derivaria segons la llegenda del trident de Neptú. La ciutat va ser una colònia romana. Teodoric el Gran, el rei ostrogot, la va ocupar i hi va construir unes muralles una part de les quals encara es conserven.